# Capitanium
| ❮ | System  | Serie       | Stufe         | ≈ Alter (mya) |
| ❮ | später  | später      | später        | jünger        |
| - | ------- | ----------- | ------------- | ------------- |
| ❮ | P e r m | Lopingium   | Changhsingium | 251,9 ⬍ 254,2 |
| ❮ | P e r m | Lopingium   | Wuchiapingium | 254,2 ⬍ 259,9 |
| ❮ | P e r m | Guadalupium | Capitanium    | 259,9 ⬍ 265,1 |
| ❮ | P e r m | Guadalupium | Wordium       | 265,1 ⬍ 268,8 |
| ❮ | P e r m | Guadalupium | Roadium       | 268,8 ⬍ 272,3 |
| ❮ | P e r m | Cisuralium  | Kungurium     | 272,3 ⬍ 279,3 |
| ❮ | P e r m | Cisuralium  | Artinskium    | 279,3 ⬍ 290,1 |
| ❮ | P e r m | Cisuralium  | Sakmarium     | 290,1 ⬍ 295,5 |
| ❮ | P e r m | Cisuralium  | Asselium      | 295,5 ⬍ 298,9 |
| ❮ | früher  | früher      | früher        | älter         |

Das Capitanium (auch verkürzt zu Capitan) ist die oberste chronostratigraphische Stufe (bzw. geochronologisches Alter) des Mittelperm oder der Guadalupium-Serie. Die Stufe umfasst den Zeitraum von etwa 265,1 Millionen Jahren bis 259,9 Millionen Jahren. Das Capitanium folgt auf das Wordium unterlagert und wird vom Wuchiapingium überlagert.

## Namensgebung und Geschichte
Die Stufe und Name wurde bereits von George Burr Richardson 1904 vorgeschlagen. Die namengebende Lokalität ist das Capitan Reef in den Guadalupe Mountains in Texas, USA. 1961 haben Brian F. Glenister und William Madison Furnish das Capitanium als chronostratigraphische Unterstufe ihrer, damals noch regionalen Stufe des Guadalupiums definiert. 2001 wurde das Capitanium als globale chronostratigraphische Stufe von der IUGS ratifiziert.

## Definition und GSSP
Das Erstauftreten der Conodonten-Art Jinogondolella postserrata markiert den Beginn der Stufe. Das Ende wird durch das Erstauftreten der Conodonten-Unterart Clarkina postbitteri postbitteri definiert. Die Typlokalität (GSSP) des Capitaniums liegt am Nipple Hill in den südlichen Guadalupe Mountains im US-Bundesstaat Texas.

## Untergliederung
Das Capitanium umfasst die gesamte Timorites-Ammonitenbiozone. Es kann in drei Conodonten-Biozonen unterteilt werden:
- Zone der Clarkina postbitteri hongshuiensis
- Zone der Jinogondolella altudaensis
- Zone der Jinogondolella postserrata

Die fusuliniden Großforaminiferen erlauben die Unterscheidung von zwei Biozonen:
- Rausserella-Zone
- Afganella schenki

## Korrelation
Die Capitanium-Stufe entspricht in Mitteleuropa der lithostratigraphischen Einheit des Oberrotliegend bzw. dem oberen Teil der alten Saxonium-Stufe. In der östlichen Tethys entspricht das Capitanium dem oberen Teil der regionalen Murgabium-Stufe, der regionalen Midium-Stufe und dem unteren Teil der regionalen Laibinium-Stufe. In Russland korreliert der untere Teil der regionalen Severodvinium-Stufe mit dem Capitanium.